# Hendrik van Saksen-Römhild
Hendrik van Saksen-Römhild (Gotha, 19 november 1650 - Römhild, 13 mei 1710) was van 1680 tot aan zijn dood de enige hertog van Saksen-Römhild. Hij behoorde tot de Ernestijnse linie van het huis Wettin.

## Levensloop
Hendrik was de vierde erfzoon van hertog Ernst I van Saksen-Gotha en diens echtgenote Elisabeth Sophia, dochter van hertog Johan Filips van Saksen-Altenburg.
Na het overlijden van zijn vader in 1675 regeerde Hendrik samen met zijn zes broers over het hertogdom Saksen-Gotha-Altenburg. In 1680 verdeelden ze hun domeinen, waarbij hij het hertogdom Saksen-Römhild kreeg toegewezen. Als residentie koos hij het Slot Glücksburg in Römhild, dat hij liet ombouwen.
Hendrik, die een levendige bouwheer was, liet ook een slotkerk, ambt- en tolhuis, vier ridderhuizen voor de hofadel, een paardrijschool, een renbaan en een orangerie aanleggen. Ook bouwde hij de lustsloten van Maria-Elisabethenlust en Mertzelbach. De in mechaniek, architectuur en wiskunde geïnteresseerde Hendrik onderhield ook een vorstelijke bibliotheek in het Slot Glücksburg, die na zijn dood geërfd werd door hertog Frederik II van Saksen-Gotha-Altenburg.
Van 1691 tot 1693 was Hendrik samen met zijn broer Bernhard I van Saksen-Meiningen regent voor de minderjarige Frederik II van Saksen-Gotha-Altenburg. Bovendien was hij al op jonge leeftijd in de militaire dienst van het Heilige Roomse Rijk gegaan en werd hij in 1697 benoemd tot generaal-veldtochtmeester in het Keizerlijk Leger. In 1698 werd hij toegelaten in de Orde van de Olifant. 
Het luxueuze hofleven en de representatieve hofhouding van de hertog verleenden Saksen-Römhild een economische en culturele bloei. Het oversteeg echter de financiële macht van Hendrik en bij zijn dood in 1710 liet hij aanzienlijke schulden na. Van 1706 tot aan zijn dood was hij het oudste mannelijke lid van de Ernestijnse linie van het huis Wettin.
Op 1 maart 1676 huwde hij met Maria Elisabeth (1656-1715), dochter van landgraaf Lodewijk VI van Hessen-Darmstadt, maar het huwelijk bleef kinderloos. In mei 1710 stierf Hendrik onverwacht op 59-jarige leeftijd, waarna hij werd bijgezet in de Stiftkerk van Römhild. Er ontstond een successieoorlog tussen de overige leden van zijn familie om de opvolging in Saksen-Römhild, dat uiteindelijk opgedeeld werd tussen de hertogdommen Saksen-Gotha-Altenburg, Saksen-Meiningen, Saksen-Saalfeld en Saksen-Hildburghausen.